# François de Waha
Pour les articles homonymes, voir Waha (homonymie).
 (janvier 2017).
Si vous disposez d'ouvrages ou d'articles de référence ou si vous connaissez des sites web de qualité traitant du thème abordé ici, merci de compléter l'article en donnant les références utiles à sa vérifiabilité et en les liant à la section « Notes et références ».
François de Waha, né à Bruxelles le 23 mars 1839 et mort à Tervueren le 31 mai 1900, est un homme politique belge.

## Biographie
François de Waha épouse sa cousine Louise de Waha, le 15 novembre 1864 à Bruxelles. Leur tante est l'épouse d'Henri de Brouckère, premier bourgmestre d'Auderghem.
Il devient directeur de la Caisse d'Épargne et succéde comme bourgmestre à son oncle en 1872, charge qu'il remplit jusqu'en 1884. 
Il reçoit le titre de baron en 1872.
Une rue de la commune d'Auderghem porte son nom.

## Fonctions politiques
- 1872-1884 : bourgmestre d'Auderghem.